# Ljudska čula
Ljudska čula omogućavaju čoveku prijem signala kroz specijalizovane nervne ili epitelijalne ćelije – receptore, koji funkcionišu pojedinačno ili u kombinaciji sa drugim tipovima ćelija gradeći čulne organe, kao što su, na primer, uho ili oko. Registrovanje različitih signala je opšti proces koji podrazumeva pretvaranje energije stimulusa u akcione potencijale koji se prenose senzitivnim nervnim vlaknima do centralnog nervnog sistema, gde se obrađuju i prepoznaju.
Postoje 4 tipa čulnih receptora koji prepoznaju različite vidove energije: hemoreceptori, mehanoreceptori, termoreceptori i fotoreceptori.

## Značaj čula
Za proste i složene organizme čula omogućavaju da osete šta se nalazi u njihovo okolini, a na osnovu tih osećaja organizmi se odmiču od onoga što će njima nameti štetu, ili se primiču hrani i drugim pojavama koje njima donose korist. Sredina u kojoj organizmi žive neprekidno se menja. Smenjuju se dan i noć, godišnja doba, vidokrug, mirisi i ukusi, dodiruju se oštri i zaobljeni predmete, oseća bol, hladnoća i toplota. Uprkos toga, čovek, npr. uvek zna šta se dešava u njegovom telu i sredini koja ga okružuje te kako se treba ponašati u svakoj prilici. Takve sposobnosti su zasnovane su na njegovom sistemu obaveštavanja (informiranja) i održavanja celovitosti (integriteta) organizma, tj. homeostaze. Ovaj sistem prikuplja podatke o čovekovoj okolini i o vlastitom telu, a odgovarajućim reakcijama održava celovitost organizma tako što primljena obaveštenja obrađuje i sprovodi do organa koji izvršava željene radnje. Taj sistem se, dakle, sastoji od prijemnika (receptora) obavještenja, provodnika i prerađivača tih obaveštenja (nervni sistem) te od izvršitelja - efektora (ćelije, tkiva, organi, sistemi organa), koji na primljeno obaveštenje u vidu podsticaja (impulsa) neposredno reaguju obavljajući određenu radnju.

## Podela
Mnoge kulture su tradicionalno identifikovale 5 čula, poznata i kao „osnovna čula”
1. Čulo dodira – termoreceptor;
2. Čulo ukusa – hemoreceptor;
3. Čulo mirisa – hemoreceptor;
4. Čulo sluha – mehanoreceptor;
5. Čulo vida – fotoreceptor.

Pored ovih čula ljudi imaju mnoga druga.
Naučnici se uglavnom slažu oko 9 ljudskih čula:
1. Dodir;
2. Ukus;
3. Miris;
4. Sluh;
5. Vid;
6. Ravnoteža;
7. Osećaj u prostoru;
8. Temperatura;
9. Bol.

### Čulo dodira i koža kao čulni organ
Specifične nervne ćelije, čiji su nervni završeci smešteni u koži a osetljivi su na promene temperature ubrajaju se u termoreceptore. Jedna grupa termoreceptora reaguje na sniženje temperature, a druga na povećanje - receptori za hladno i toplo. Receptori za hladno su smešteni odmah ispod epidermisa, a receptori za toplo nešto dublje u koži, u dermisu. Termoreceptori se nalaze u hipotalamusu, gde registruju promene u temperaturi krvi koja cirkuliše i na taj način informišu mozak o temperaturi tela. Stimulus koji izaziva oštećenje tkiva, registruje se kao bol pomoću receptora koji se nazivaju nocioceptori. To su slobodni nervni završeci koji su smešteni u celom telu, ali najviše pri površini.

### Čulo ukusa
Ukus je jedno od pet čovekovih čula. Za osećaj ukusa zaslužni su takozvani pupoljci, koji se nalaze na jeziku. Ti pupoljci su uronjeni u epitel jezika, a građeni su od potpornih i receptorskih stanica iz kojih izlaze nervna vlakna koja se stapaju u živce, koji dalje vode podražaje u koru velikog mozga.
Na površini jezika, posebno na korenu jezika, nalaze se brojne bradavice, unutar kojih se nalaze pupoljci. Razlikuju se 4 vrste ukusa: gorko, slatko, slano i kiselo. Sve ove ukuse osećamo preko svih delova jezika. To su četiri osnovne vrste ukusa, ali čovek može razlikovati beskonačno mnogo ukusa, a u tome pomaže i čulo mirisa, koje nadopunjava impulse koji idu prema mozgu.

### Čulo mirisa
Miris osećamo kada neka hemijska materija dolazi u dodir sa završecima određenih živaca. Ova materija mora da bude u obliku gasa ili pare, inače ne bi mogla da putuje kroz vazduh. Ćelije čula mirisa nalaze se u sluzokoži nosa. One zauzimaju veoma malo područje u gornjem delu nosnih šupljina i postavljene su tako da prilikom disanja vazduh struji preko njih. Da bi nam nešto zamirisalo, ono mora da bude isparljivo, odnosno u pokretu, ili nam miris mora doneti neka materija koja je u pokretu. Kada miris dospe u određeno područje u nosu, on izaziva živčanu struju koja putuje do mozga gde se miris prepoznaje.

### Čulo sluha
Pomoću sluha čujemo zvuke koji nas okružuju. Te zvuke čujemo preko uva, koje služi kao levak za prikupljanje zvučnih talasa iz vazduha oko nas. Vazdušni talasi prolaze kroz ušni kanal, i udaraju u bubnu opnu. Vibracije prolaze kroz duž tri sićušne kosti, čekića, nakovnja i uzengije. Uzengija šalje vibracije u deo uha koji je ispunjen tečnošću i naziva se puž. Vibracije se talasasto prenose kroz tečnost i potresaju mikroskopski sitne dlačice koje izlaze iz nervnih ćelija. Dok se dlačice pomeraju, ćelije proizvode nervne signale, koji putuju duž slušnog nerva do mozga.

### Čulo vida
Vid je jedno od pet osnovnih čula za čije opažanje se razvio parni organ oko, a pomoću njega primećujemo prvenstveno svetlo, to jest mali deo elektromagnetnog zračenja, ali čovek preko vida dobija najviše poruka o svetu koji ga okružuje. 
Oko se sastoji od očne jabučice i očnog živca. U očnoj jabučici se nalazi i mrežnjača koju čine fotoreceptori, sinaptički povezani u niti očnog živca. Kada svetlost prolazi kroz sočivo i zenicu, dolazi do mrežnjače koja reflektuje obrnutu sliku onog što gledamo. Mrežnjaču čine štapići koji su osetljivi na intezitet svetlosti, i čepići koji su osetljivi na tri osnovne boje: crvenu, zelenu i plavu. Čepići mogu da budu podraženi u različitom broju odnosa, pa tako možemo videti i ostale boje. Kada svetlosni zraci pokrenu biohemijske reakcije u štapićima i čepićima, stvaraju se receptorski potencijali koji nervnim vlaknima u vidnom živcu prenose u vidno područje mozga koje interpretira primljene nervne impulse. Mozak iz oba oka dobija obrnutu sliku nego što ona zapravo jeste, pa je on usklađuje u sliku kakva je u stvarnosti.
Konačna slika onoga što je opaženo čulom vida (boje, oblik, udaljenost, kretanje i drugo) stvara se veoma brzo u zadnjem delu mozga (korteksu), ali pri stvaranju te slike mozak pravi neka uopštavanja i predviđanja onoga što se može desiti iz „viđenog“ kretanja, a to ponekad dovodi do toga da mozak stvara sliku nečega što naše oči nisu videle, to jest do priviđenja, neistinite slike onoga što oči gledaju.

## Draž, nadražaj, nadražljivost
Proces prijema (recepcije) obavještenja odvija se na osnovu sposobnosti živih organizama, uključujući i čoveka, da na određene uticaje reaguju odgovarajućom responsom. Uticaji koji donose obavještenja i izazivaju reakcije organizma nazivaju se draži. Draži su sva delovanja spoljne (životne) i unutrašnje (organizam) sredine koja u organizmu izazivaju promene. Promene u organizmu izazvane dražima nazivaju se nadražaj ili podražaj. Kada pod uticajem draži nastane nadražaj, tada organizam može da reaguje određenim responsom. Ova sposobnost reagovanja organizma naziva se nadražljivost.
Draži su sva ona fizička i hemijska delovanja spoljne ili unutrašnje sredine koja u živom sistemu izazivaju posebnu promenu - nadražaj (podražaj). Prema tome, na osnovu toga da li dolaze iz životne sredine ili se javljaju u međudelovanjima delova organizma, draži mogu biti spoljne i unutrašnje. Njihova aktivnost počiva na dodavanju ili oduzimanju izvesnih količina energije, u obimu koji može poremetiti postojeću energetsku stabilnost ili ravnotežu i dovesti ćeliju receptora u stanje nadraženosti. Pritom draži ne dopremaju vlastitu energiju, nego pobuđuju i pokreću energetski sistem nadražljivih struktura. Da bi neki činitelj ili uticaj uopšte mogao imati svojstvo draži, mora dostići određenu minimalnu veličinu koja je u stanju da izazove nadražaj, a koja se označava kao pražna vrednost (prag nadražaja). To je minimalna količina neke energije koja je u stanju da proizvede nadražaj, tj dovede njene receptore u pobuđeno stanje, koje rezultira pokretanjem biostruja.
Pojedinačne i združene promene uslova spoljne i unutrašnje sredine organizma deluju preko ćelijskih membrana, koje su u neposrednom kontaktu sa specifičnom energijom adekvatnih draži. Već je poznato da se putem aktivnog transporta jona, u stanju mirovanja uspostavlja specifičnost njihovog rasporeda sa unutrašnje i spoljne površine membrane. Pritom unutrašnjost ima negativni, a spoljašnost - pozitivni električni naboj.
Potencijal mirovanja je razlika između elektropotencijala spoljne i unutrašnje površine ćelijske opne, koja se javlja kao posledica njene selektivne propustljivosti, tj. održavanja stalnosti razlike u elektropotencijalu.
Veličina potencijala mirovanja uveliko varira, kako među individuama tako i među ćelijama istog organizma i obično se kreće od 30-90 milivolti (mV). Kod kičmenjaka ovaj potencijal zavisi od tzv. natrijum-kalijumske pumpe, koja funkcioniše na bazi aktivnog transporta natrijumovih jona iz ćelije i zadržavanja jona kalijuma, uprkos razlika u koncentraciji unutarćelijske i vanćelijske sredine. Membrana ostaje polarizovana sve dotle dok postoji razlika u potencijalu njene unutrašnjosti i spoljašnosti. Međutim, kada pod uticajem spoljne energije dođe do promena u propustljivosti membrane, raspored jona se menja, tj. javlja se njena depolarizacija. Ta pojava u ćeliji pokreće enzimske i druge lančane reakcije koje izazivaju promene opisane zajedničkim nazivom - nadražaj. Polarizacija jona i membranski potencijal javljaju se u svim živim ćelijama, ali su posebno izraženi i značajni u funkcioniranju receptorskog i nervnog sistema.
Bez obzira na stupanj složenosti organizma, funkcija svih receptora obuhvata: (1) apsorbovanje specifične energije, (2) njenu transformaciju, (3) stvaranje receptorskog elektropotencijala i (4) pokretanje akcionog potencijala pripadajuće nervne ćelije. Apsorpcija energije ima svoj puni fiziološki značaj samo iznad pragovne vrednosti njenog intenziteta, tj. pri jačinama draži koje su u stanju da izazovu nadraženost receptora. Transformacija primljene draži podrazumeva proces preoblikovanja ili pretvaranja podsticaja ulazne energije u osobene energetske promene nadraženog receptora, pri čemu energija draži samo podstiče pokrenuti proces, ali se sama u njega ne uključuje. Receptorski potencijal je neposredna i specifična posledica transformacije energije draži, čiji je intenzitet u direktnoj srazmeri sa veličinom podsticaja. Akcioni potencijal nervne ćelije koja prihvata bioelektrični impuls iz pobuđenog receptora jednak je razlici elektropotencijala nadraženog i nenadraženog mesta na pripadajućem nervnom vlaknu. Kod viših životinja, intenzitet draži procenjuje se u nervnim centrima, a na osnovu broja impulsa koji u jedinici vremena pristižu iz podraženog receptora. Ako izrazito visok intenzitet draži potraje duže, učestalost impulsa postepeno se smanjuje, tj. receptor reaguje kao pri smanjenom intenzitetu draži. Ta pojava označava se adaptacija receptora (čula). Na primer nakon dužeg boravka u prostorijama sa intenzivnim prijatnim ili neprijatnim mirisima, postepeno slabi početni osećaj zatečenog stanja, iako je intenzitet draži ostao nepromenjen.
Kodiranje u neuronima zajednička je oznaka za načine i oblike predstavljanja i transfon11acije prispelih informacija u okviru nervnog sistema (franc. code = šifra, sistem dogovorenih znakova tajne poruke). Naime, pored ostalih funkcija, nervni sistem ima sposobnost obrade i prerade ili preoblikovanja impulsa koji stižu iz receptora ili iz jednog njegovog dela u drugi. Prema tome, ovo kodiranje obuhvata oba oblika prenošenja nervnih podsticaja: bioelektričnim strujama - duž nervnih vlakana i hemijski - preko neurotransmitera u sinapsnim vezama.
Priroda kodiranja informacija u neuronima ima malo sličnosti sa principima matematičko-numeričkog i genetičkog kodiranja i znatno je šireg smisla. U svom toku kroz uzastopne čvorove veza među nervnim ćelijama u svakom od njih, nervni impulsi mogu se raščlaniti i kombinovati na novi način, tj. u svakoj fazi prenošenja, oni se preoblikuju (transformišu) i ponovo kodiraju (rekodiraju). Sistem kodiranja u neuronu i realizacija koda obuhvataju: (1) ulazni signal ili informaciju, (2) transformaciju podražaja (informacije) ili proces kodiranja, (3) transmisiju ili prenošenje šifriranog signala i (4) interpretaciju ili tumačenje (izvedbu) prispelog signala u efektoru. Ovakav proces kodiranja uspostavlja se na više nivoa, kao što su pojedini neuroni, mali receptorno-efektorni krugovi (refleksni lukovi) i veći i složeniji dijelovi nervnog sistema.
Recepcija draži kod protozoa i odgovarajuće reakcije organizma odvijaju se unutar njihove protoplazme. Reakcije se uglavnom ispoljavaju u vidu promena kretanja ili lučenja zaštitnih supstanci, a brzina širenja i intenzitet nadražaja opadaju od podraženog mesta u pravcu njegovog rasprostiranja, kao kod rizopoda - „korenonožaca” (ameba), npr. Kod složenije organizovanih oblika (trepljaša npr.), koordinaciju pokreta treplji vrše specijalne citoplazmatske tvorevine neuroneme („nervne niti”). Neki bičari, pak imaju „očne mrlje” - prijemnike svetlosnih draži. Uz to treba naglasiti da čak ni ponašanje jednoćelijskih životinja ne zavisi isključivo od delovanja pojedinačnih draži, jer i one imaju sposobnost usaglašenog reagovanja na istovremeno delovanje različitih uticaja, tj. ne reaguju kao prosti fizički automati.
Nadražljivost višećelijskih životinja, izuzev sunđera, počiva na funkciji posebnih ćelija, tkiva i organa, koji su specijalizovani za prijem i prenošenje nadražaja. Primanje draži obavljaju čulne ćelije, a za provođenje stvorenih impulsa služi nervni sistem. U složenijim oblicima organizacije, nervni sistem ne funkcionira samo kao jednostavni prenosnik izvornog podražaja (informacije), nego i kao njegov modifikator, integrator, reprogramer i tumač. U njemu se, i bez vanjskih uticaja, mogu javiti i posebni nadražaji i izazvati automatske aktivnosti. U nervnom sistemu viših životinja i čoveka ostaju i tragovi (zapisi ili engrami) prethodnih podražaja, tj. pamćenja, koji uz trenutne draži utiču na ponašanje organizama, uključujući i osobene psihičke pojave.

## Čulo, čulne ćelije i čulni organi
Čulo ili oset je sposobnost organizma da pod uticajem draži dođe u odgovarajuće stanje nadraženosti. Ovu sposobnost nemaju sve ćelije, odnosno organi čovekovog tela. Zapravo samo neke ćelije mogu primiti draži i nazivaju se čulne ili osetilne ćelije. I neki vrlo tanki nervni ogranci mogu primati draži pa se zato nazivaju osetilni nervi. Preko takvih nerava, bogato razgranatih u koži, oseća se bol. Neke čulne ćelije i osetilni nervi raspoređeni su pojedinačno, posebno kod manje složenih organizama, ali su, npr. kod čoveka, povezane u čulna telašca i složene čulne organe. Neki od tih organa imaju pomoćne delove pa se nazivaju čulni aparati (npr., oko, uvo). Čulne ćelije i organi su povezani preko nervnih vlakana sa čulnim centrom u mozgu. Taj čulni centar, nakon obrade nadražaja, putem impulsa podstiče reagovanje na draž koju je primila čulna ćelija ili čulni organ tako što aktivira efektor. Ako se u bilo kojem delu prekine ovaj put (draž → čulna ćelija → nadražaj → osećajni nerv → centar u mozgu → impuls → pokretački ili motorni nerv → efektor) gubi se sposobnost čula, npr. čula sluha. Čula po pravilu, primaju samo određenu draž, čulom sluha se čuje, čulom vida se vidi.
Čula se dele prema vrsti draži koju mogu primati: svetlosna čula (primaju svetlost), mehanička čula (primaju mehaničke draži), hemijska čula (primaju hemijske draži), toplotna čula (primaju toplotu i hladnoću) i dr. Postoje podele čula i prema drugim kriterijima (merilima). Sposobnost prijema energetskih draži kod višećelijskih životinja imaju čulne (osetilne) ćelije, koje mogu biti: primarne, sekundarne i, čulno-nervne. (1) Primarne čulne ćelije na završetku imaju nervni nastavak za provođenje nadražaja. (2) Sekundarne čulne ćelije su bez takvog nastavka, a nastale podražaje prenose putem nervnih ogranaka, koji ih neposredno opkoljavaju. Ćelijsko telo primarnih i sekundarnih čulnih ćelija obično se nalazi u površinskom epitelu, izloženom delovanju draži. Primatne čulne ćelije mogu biti i ispod epitela, kad su sa površinom vezane preko svog receptornog nastavka. (3) Čulno-nervne ćelije su sa površinom prijema draži povezane preko dugih receptornih nervnih vlakana, čiji se krajevi označavaju kao „slobodni nervni završeci”. Njihovo ćelijsko telo može biti veoma udaljeno od prijemne površine, kao kod kičmenjaka - kod kojih se nalazi u spinalnim ganglijama, uz kičmenu moždinu.
Čulne ćelije i slobodni nervni završeci raspoređeni su pojedinačno, kao kod dupljara, glista i nekih drugih beskičmenjaka i nekih kičmenjaka ili su povezane u složene čulne organe. U najjednostavnijim oblicima, to su manje grupe čulnih ćelija - čulne kvržice ili čulni epitel. Kod viših životinja, funkcionalnost osetilnih ćelija poboljšavaju različite pomoćne strukture, te čulni organi postaju složene tvorevine - čulni aparati (oko, uho i sl.).

## Specifičnost čula
Specifičnost, odnosno specijalizacija za prijem određenih draži je osnovna osobenost, koja počiva na isključivoj osetljivosti određenih čulnih ćelija samo na odgovarajuće ili adekvatne draži. Ako su izložene delovanju drugih - neadekvatnih draži - one neće reagovati ili će doći u stanje nadraženosti koje izaziva adekvatna draž. Tako, snažan mehanički pritisak na očnu jabučicu izaziva utisak intenzivne svetlosti (bljeska, iskrenja) ili, pak, mraka. Prema tome, čulne ćelije sposobne su samo za jedan vid nadražaja, koji se može razlikovati po jačini, tj. svaka čulna ćelija ima svoju specifičnu energiju koja u njoj podstiče pojavu nadražaja.

## Literatura
- Логос, Александар А. (2017). Путовање мисли : увод у потрагу за истином. Београд.

## Spoljašnje veze
- [https://web.archive.org/web/20070520084243/http://www.physpharm.fmd.uwo.ca/undergrad/sensesweb/